# АЕС Моховці
АЕС Моховці — атомна електростанція у Словаччині.
Станція розташована за 15 км на північний захід від міста Левиці. Поточна потужність АЕС Моховці, на сьогодні, покриває близько 20 % споживаної електроенергії у Словаччині.
Початок будівництва першої черги станції з реакторами ВВЕР-440 потужністю 470 МВт було покладено в жовтні 1983 року. У березні 1993 року будівництво було офіційно припинено, проте вже в березні 1996 року знову відновлено. На тепер обидва реактори ВВЕР-440 першої черги знаходяться в роботі.
Будівництво другої черги з аналогічними реакторами стартувало в січні 1987 року. У 1992 році будівництво було призупинено, рішення про продовження будівництва було прийнято в червні 2009 року. Терміни завершення будівництва неодноразово переносилися і в жовтні 2016 року оцінювалися як — 2018 рік для 3-го енергоблока і 2019 рік для 4-го енергоблока. Однак, і цього разу терміни були перенесені не менше, ніж на рік.
16 квітня 2019 року на третьому енергоблоці завершилися «гарячі випробування».
У січні 2025 року було оприлюднено план використання станції для опалення міста Тлмачі.

## Інформація про енергоблоки
| Енергоблок | Тип реакторів  | Потужність | Потужність | Початок будівництва | Підключення до мережі                                                                          | Введення в експлуатацію                                                                        | Закриття    |
| Енергоблок | Тип реакторів  | Чистий     | Брутто     | Початок будівництва | Підключення до мережі                                                                          | Введення в експлуатацію                                                                        | Закриття    |
| ---------- | -------------- | ---------- | ---------- | ------------------- | ---------------------------------------------------------------------------------------------- | ---------------------------------------------------------------------------------------------- | ----------- |
| Моховці-1  | ВВЕР-440/213   | 436 МВт    | 470 МВт    | 13.10.1983          | 04.07.1998                                                                                     | 29.10.1998                                                                                     | 2058 (план) |
| Моховці-2  | ВВЕР-440/213   | 436 МВт    | 470 МВт    | 13.10.1983          | 20.12.1999                                                                                     | 11.04.2000                                                                                     | 2060 (план) |
| Моховці-3  | ВВЕР-440/213 + | 440 МВт    | 471 МВт    | 27.01.1987          | 01.02.2023                                                                                     | 17.10.2023                                                                                     | 2073 (план) |
| Моховці-4  | ВВЕР-440/213 + | 440 МВт    | 471 МВт    | 27.01.1987          | Будівництво зупинено в 1992 році, відновлено в червні 2009 року; пуск заплановано на 2025 рік. | Будівництво зупинено в 1992 році, відновлено в червні 2009 року; пуск заплановано на 2025 рік. | 2085 (план) |